# 世田谷公園
世田谷公園（せたがやこうえん）は、東京都世田谷区池尻にある都市公園である。

## 概要
1897年（明治30年）に設置された陸軍の駒沢練兵場が戦後に公共施設に置き換えられる中で整備された。1959年（昭和34年）に都立公園として開園し、1965年（昭和40年）に世田谷区に移管された後、施設の老朽化に伴う改修にあたってその構想を一般募集し、それを基に改修が行なわれ1974年（昭和49年）に新たに開園した。
園内には平和資料館や噴水広場が設置されているほか、ミニSL(後述)が園内の一部を走行している。また、D51 272が、車掌車ヨ14740と連結されプラットホームに供え付けられている形で静態保存されている。隣接する野球場が近年改修され、サッカー場と兼用できる芝生球技場となった。

## ミニSL
ライブスチーム型のSLで、D51 272とC57 57の2種類がある。列車名は｢SLチビクロ号｣。利用日は、水・土・日曜日、祝日および学校休日で、雨天・雪天、年末年始は休止。料金は小学生未満は無料、小学生は1回30円、中学生以上は1回70円である。駅舎はバリアフリー設計。また、毎年秋には「せたがやこどもSLまつり」が開催され、特別記念列車の運行や鉄道模型の展示イベント等が行われている（開催年によって内容が変わることがある）。
かつては石炭で運転されていたが、2004年にボイラーの検査期限が切れたときに諸事情により更新しなかったため、現在は2機ともバッテリー駆動に改造されている。

## プレーパーク
子供の自主性や主体性、あるいは社会性を育むことを目的に、公園内の禁止事項一切を撤廃した「開放区」である。区域内においては子供の好奇心を尊重し、常駐のプレーリーダーや地域のボランティアの指導下において子供たちが自作した遊具が並び、また、木登りや穴掘り、果ては火遊びまで可能であるが、それにともなうケガなどは子供の自己責任を求められる。1979年に国際児童年記念事業として開設された施設だが、こうした設備は全国的に見ても珍しく、現在でも先進的な試みとして評価されている。

## タイムカプセルの丘
噴水広場に隣接する小高い丘を登ると、タイムカプセルが現れる。このタイムカプセルは、昭和57年（1982年）10月に、世田谷区制50周年を記念して埋設されたものである。
中身は「当時の文化をあらわす様々な資料」が入っており、開封は埋設から50年後、1982年から50年後に当たる2032年である。
園内の紹介

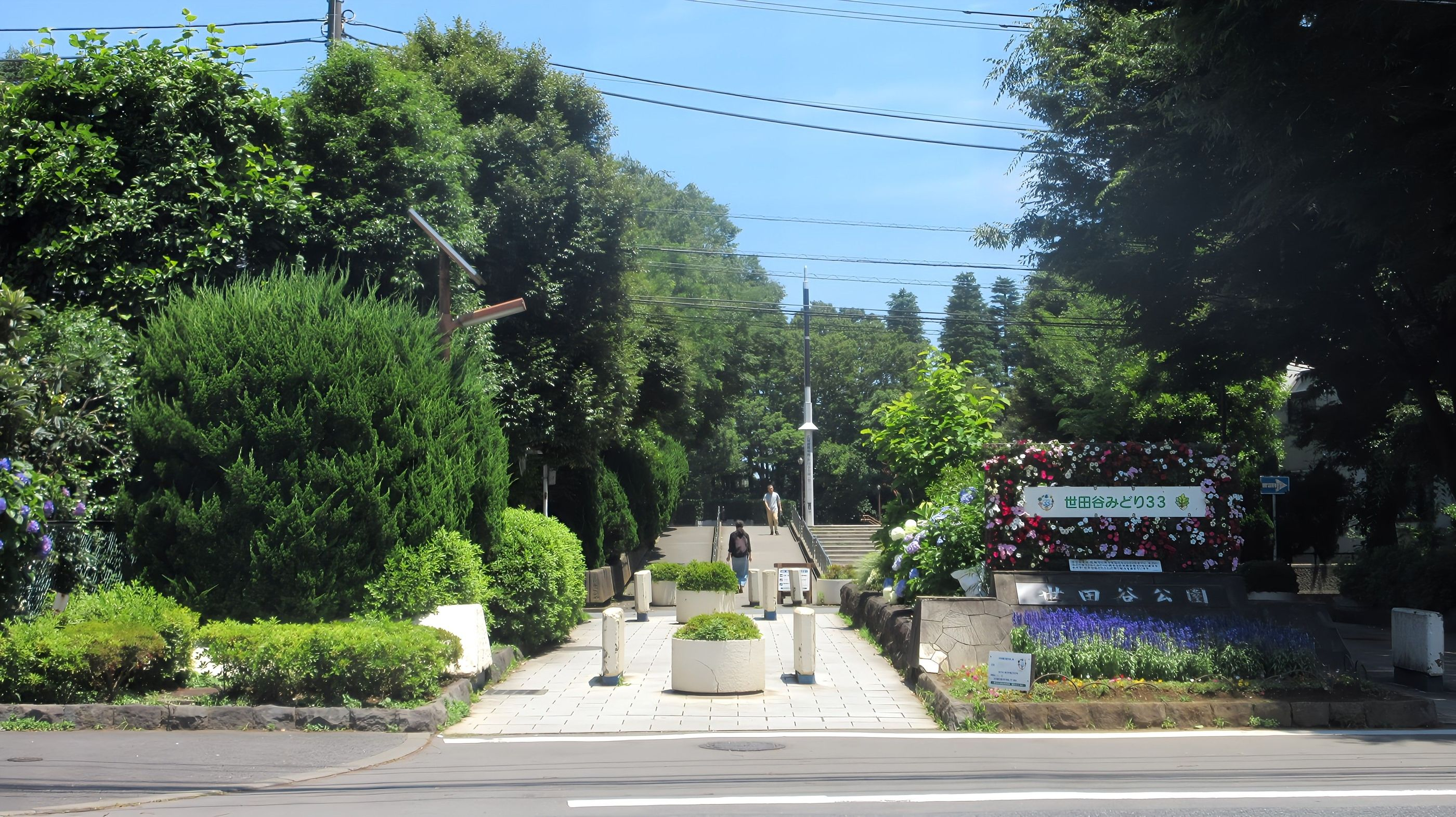
正面入口(都道420号沿い)
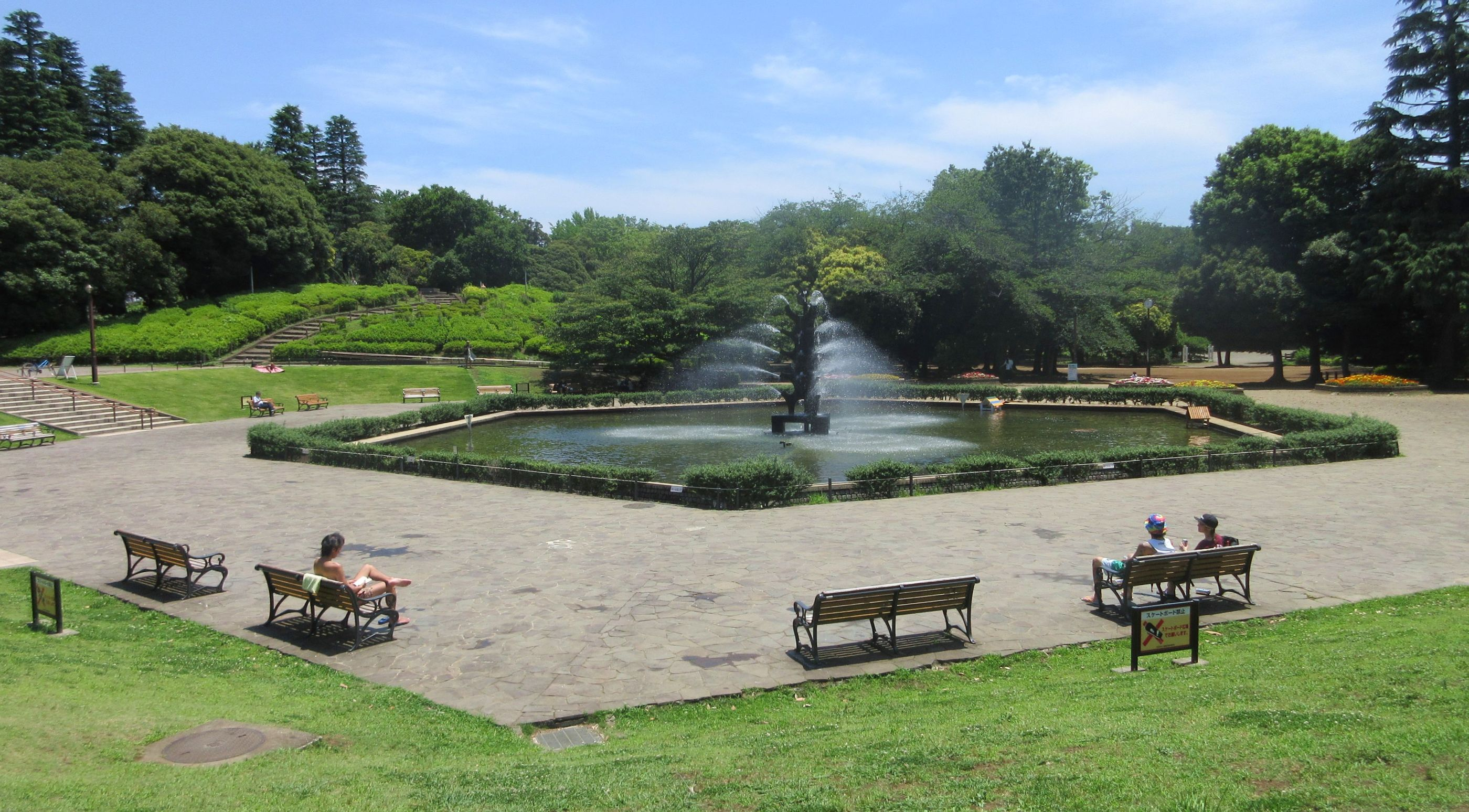
公園中央の噴水広場
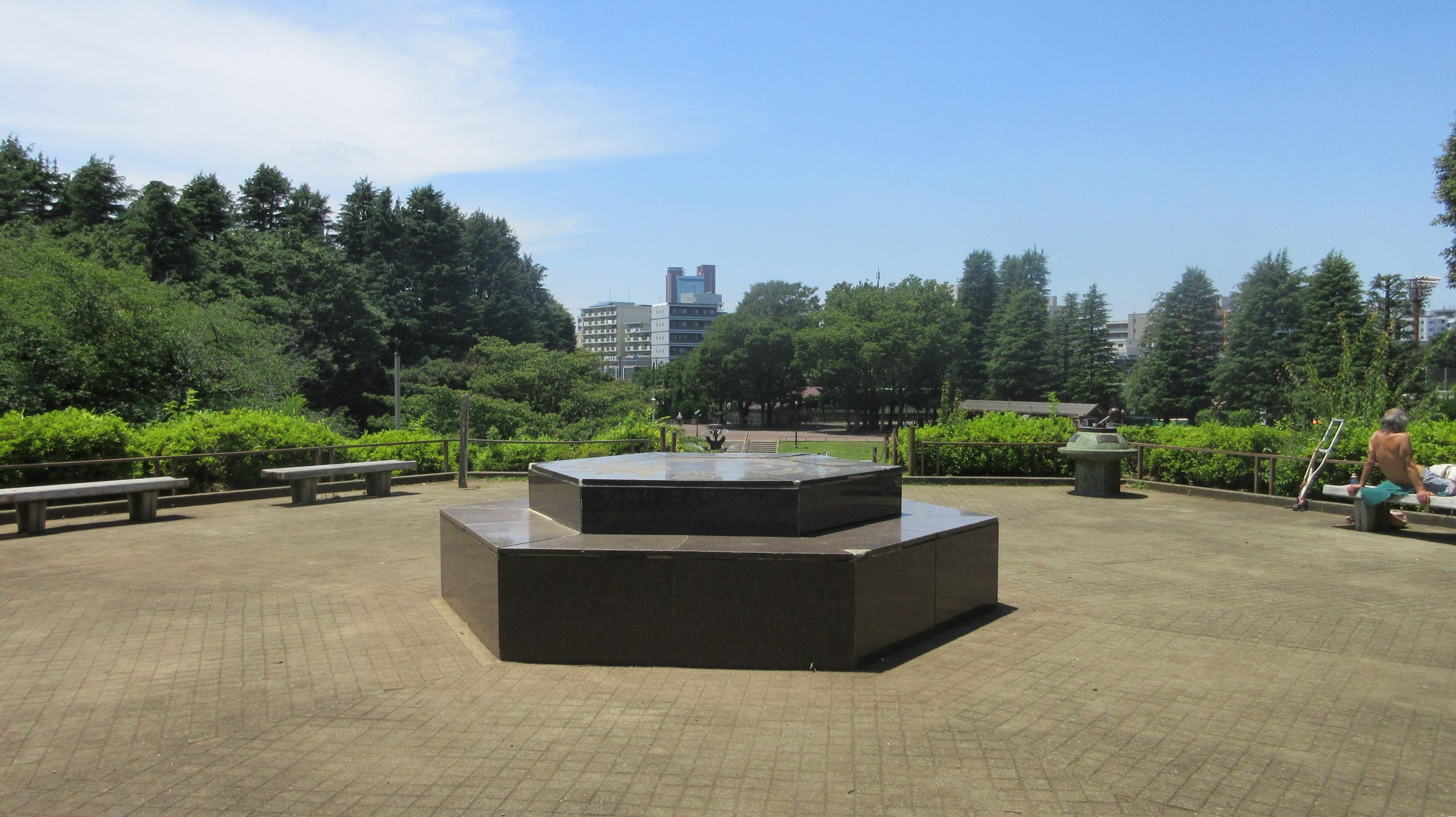
タイムカプセルの丘
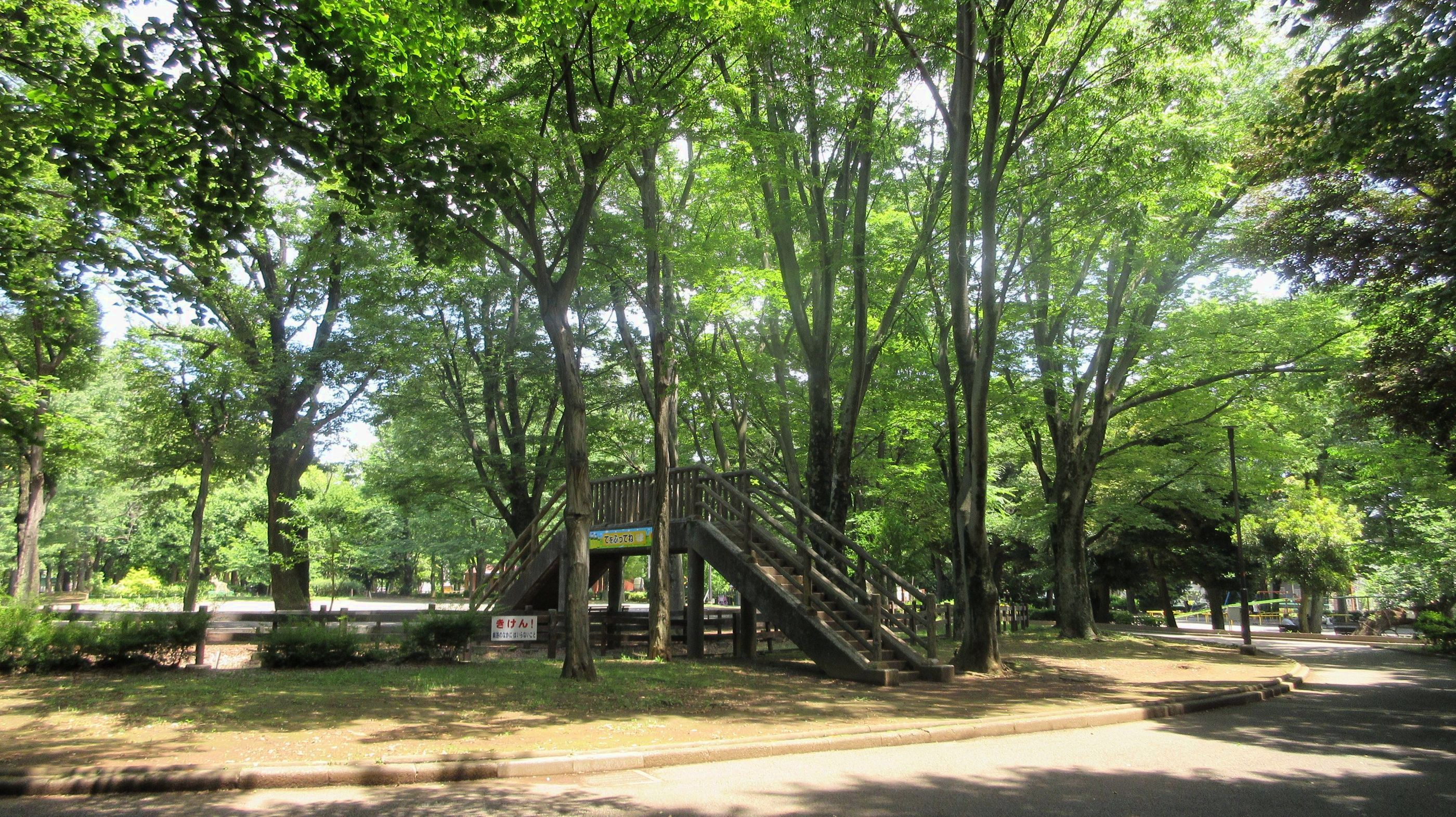
かえで広場
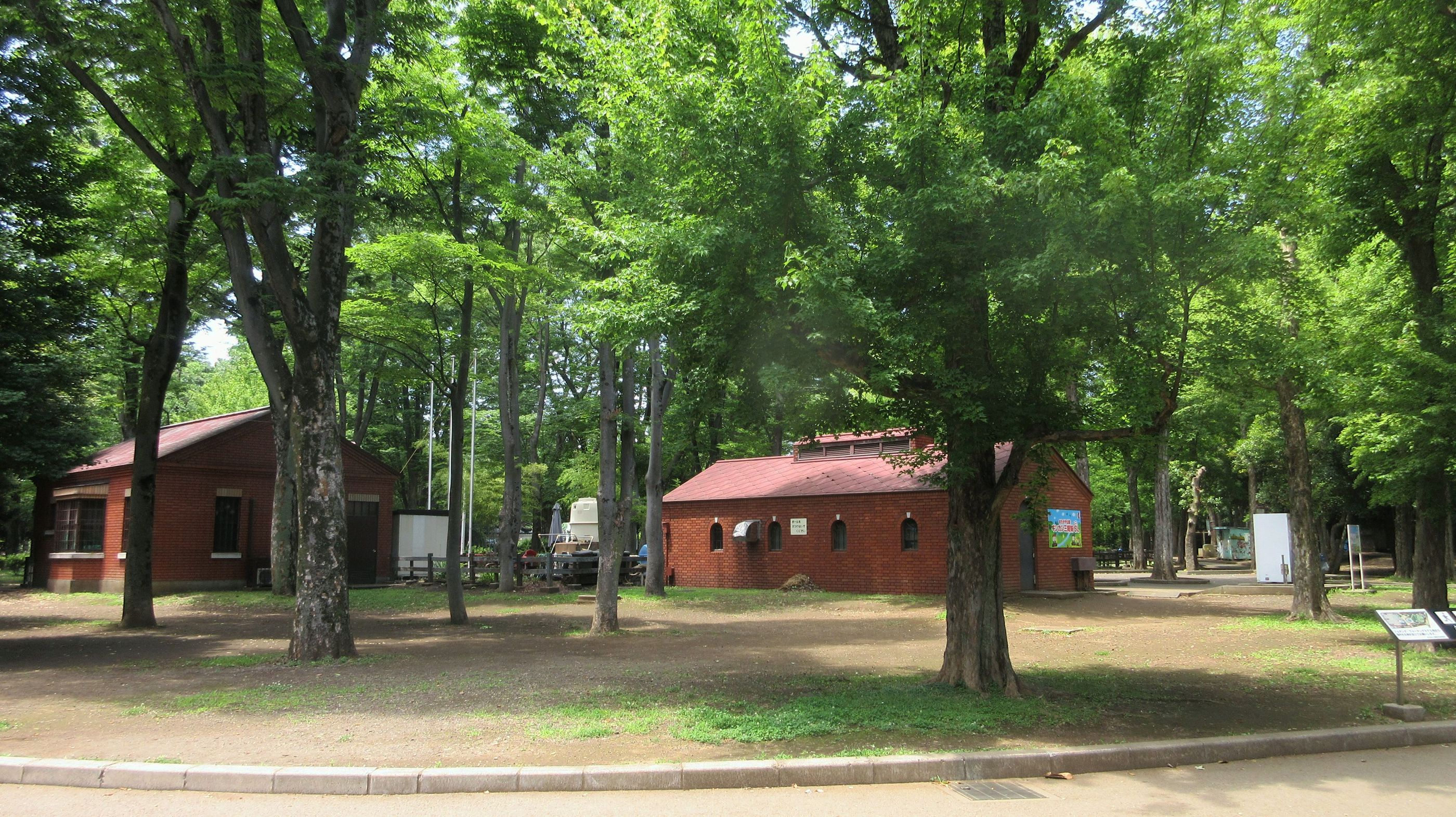
ミニSLの駅舎

## ギャラリー

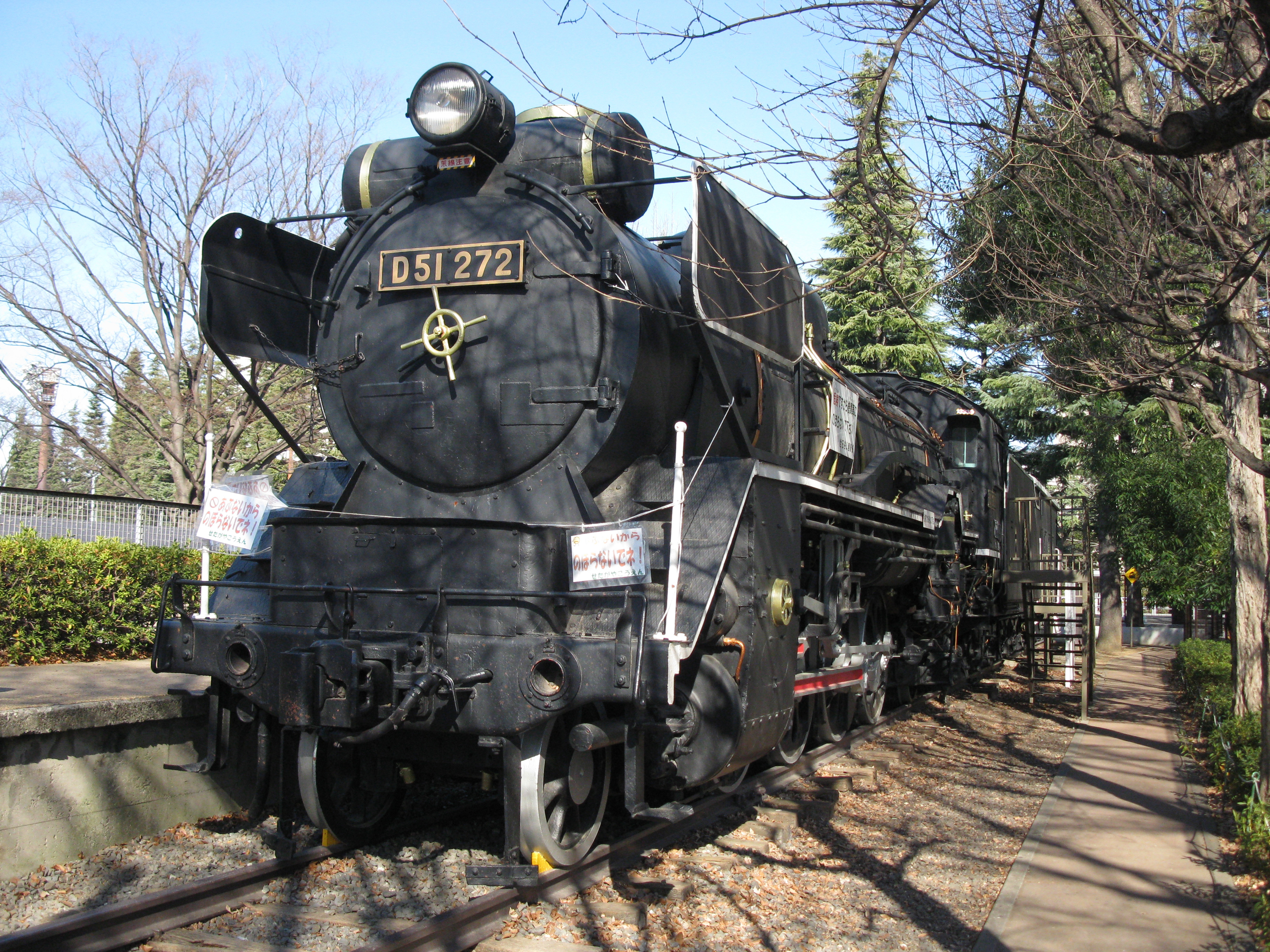
当公園に保存されるD51 272（2011年1月20日）
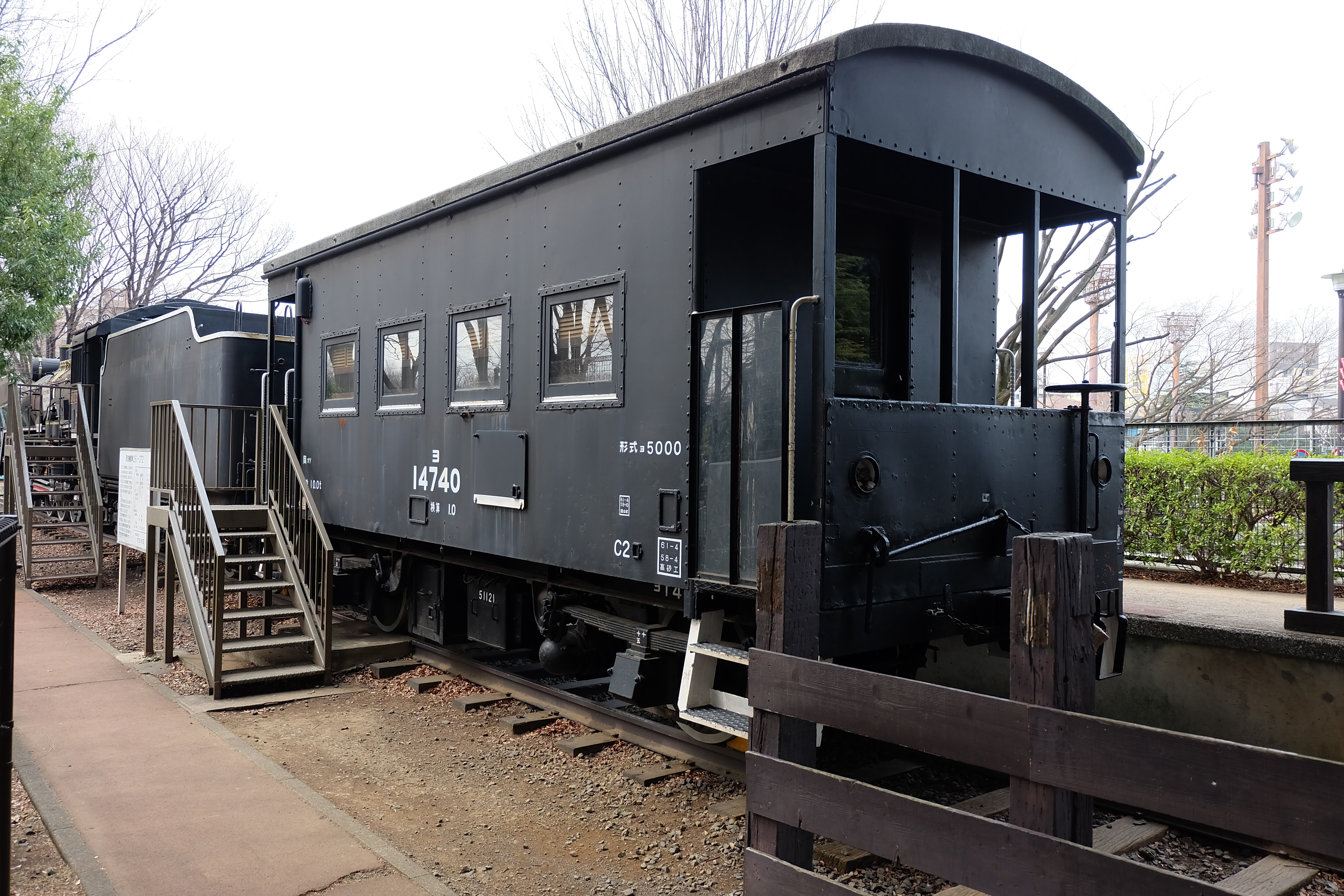
当公園に保存されるヨ5000形車掌車ヨ14740（2015年3月14日）
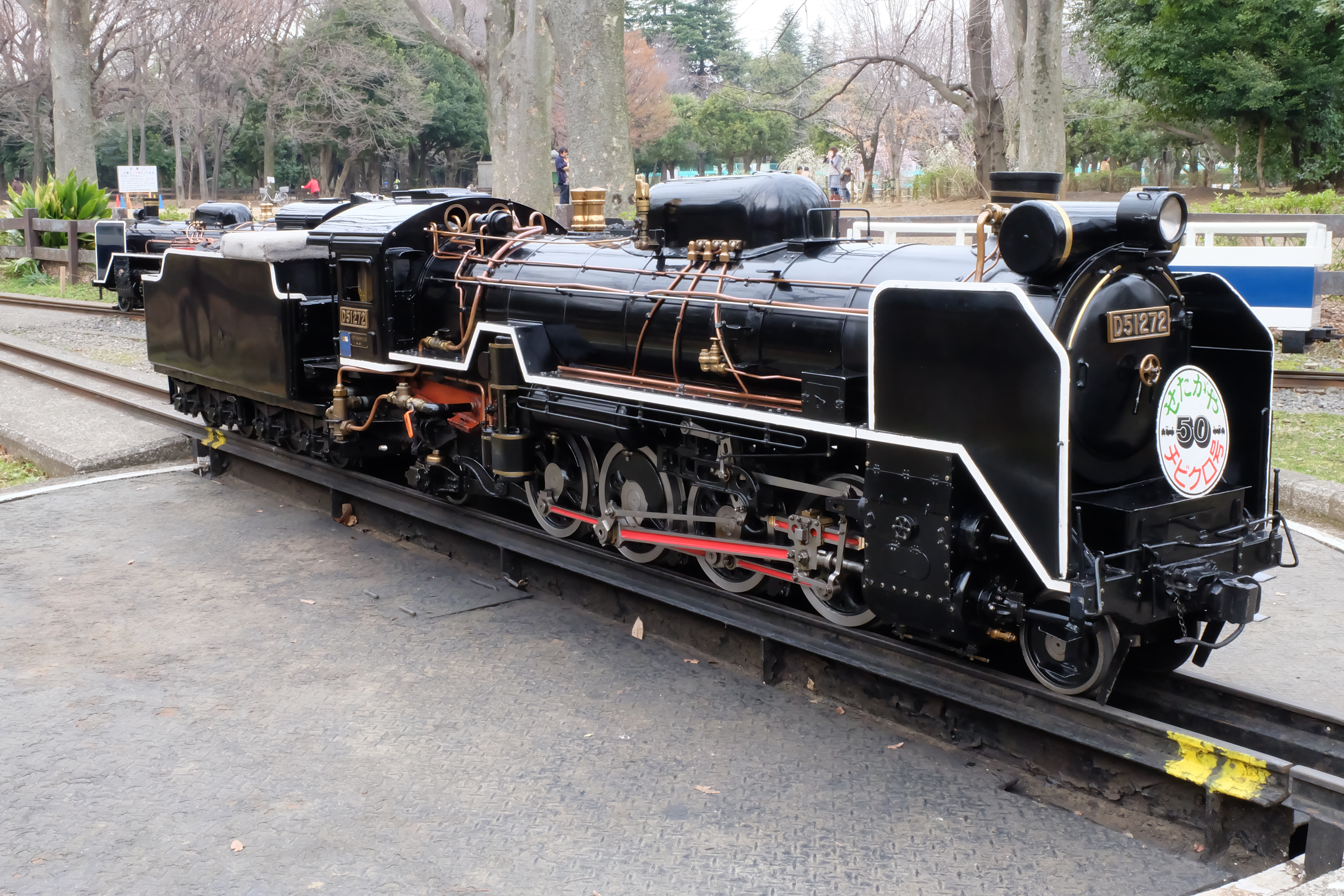
ミニSL D51 272
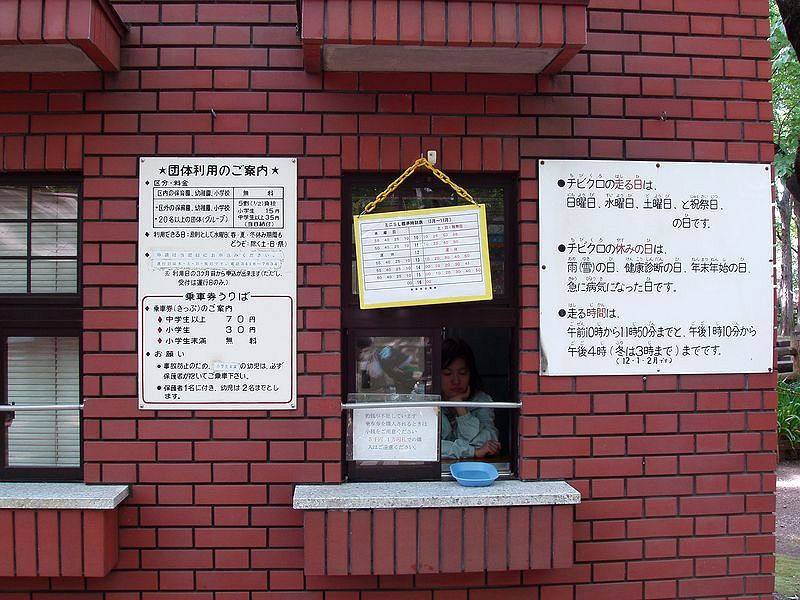
ミニSL受付（2009年2月19日撮影）
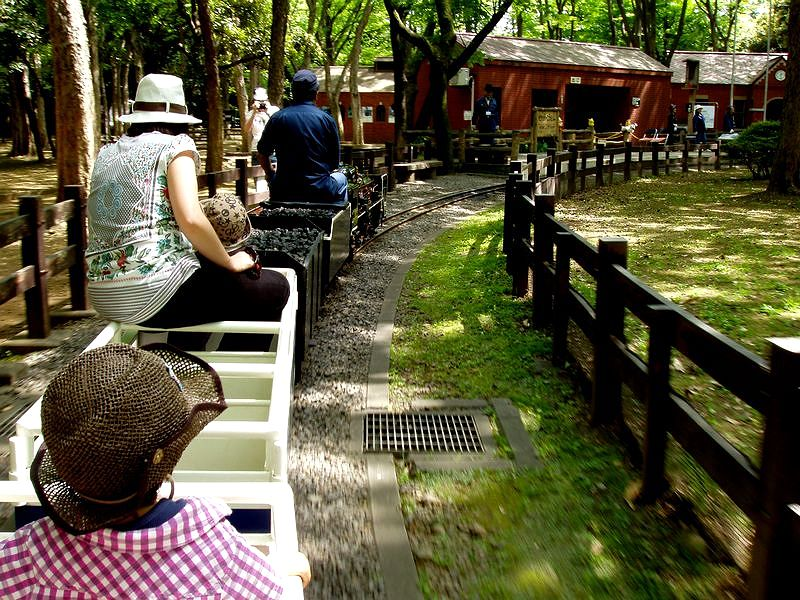
園内を走るミニSL（2009年2月19日撮影）

## アクセス
- 世田谷線、田園都市線三軒茶屋駅徒歩18分
- 田園都市線池尻大橋駅徒歩18分
- 東急バス自衛隊中央病院入口下車すぐ
  - 渋31 渋谷駅 - 下馬一丁目循環
  - 渋32 渋谷駅 - 野沢龍雲寺循環
  - 都立34 都立大学駅北口 - 野沢龍雲寺循環